# Лимфом
Лимфом је малигно обољење лимфоцита (врсте белих крвних ћелија), које обично започиње у лимфним чворовима или другим лимфоидним ткивима. Назив се често односи само на карциномске верзије, а не на све такве туморе.
Симптоми укључују безболно увећање лимфних жлезда (и то најчешће на врату, препонама и пазуху), губитак телесне тежине, повишену температуру, слабост, ноћно знојење и сл. Знојење се најчешће јавља ноћи. Поред лимфних чворова, у којима се скупљају абнормални лимфоцити, болест може да се прошири на јетру, коштану срж, слезину и друге органе.

## Класификација
Познати су многи подтипови лимфома. Постоје два основна типа овог обољења, која су хистолошки подељена на: Хоџкинов (10%) и нехоџкинов лимфом (90% случајева, то су остале врсте лимфома). Светска здравствена организација (СЗО) укључује две друге категорије као врсте лимфома - мултипли мијелом и имунопролиферативне болести. Лимфоми и леукемија су део шире групе тумора крвотворног и лимфоидног ткива.

### Хоџкинов лимфом
Хоџкинов лимфом чини око 15% свих лимфома. Разликује се од других облика лимфома по својој прогнози и неколико патолошких карактеристика. Хоџкинов лимфом се препознаје по присуству врсте ћелије која се зове Рид-Штернбергова ћелија.

### Нехоџкинови лимфоми
Нехоџкинови лимфоми, који се дефинишу као сви лимфоми осим Хоџкиновог лимфома, чешћи су од Хоџкиновог лимфома. Широк спектар лимфома је у овој класи, а узроци, типови ћелија које су укључене и прогнозе варирају према типу. Број случајева годишње нехоџкиновог лимфома расте са годинама. Даље се дели на неколико подтипова.

### СЗО класификација
СЗО класификација, објављена 2001. и ажурирана 2008, 2017. и 2022. године, заснована је на основама постављеним у оквиру "ревидоване европско-америчке класификације лимфома" (REAL). Овај систем групише лимфоме према типу ћелије и дефинишућим фенотипским, молекуларним или цитогенетским карактеристикама.

## Знаци и симптоми
Лимфом се може појавити са одређеним неспецифичним симптомима; ако су симптоми трајни, треба извршити процену њиховог узрока, укључујући могући лимфом.
- Лимфаденопатија[15][16] или отицање лимфних чворова је примарна презентација лимфома. То је генерално безболно.
- Б симптоми (системски симптоми) - могу бити повезани и са Хоџкиновим лимфомом и са нехоџкиновим лимфомом. Састоје се од:
  - Грозница[15][16]
  - Ноћно знојење[15][16]
  - Губитак килограма[15][16]
- Остали симптоми:
  - Анемија, крварење, повећавају осетљивост на инфекције[17]
  - Губитак апетита или анорексија[16]
  - Умор[15][16]
  - Респираторни поремећај или диспнеја[16]
  - Свраб[15][16]

## Узроци и фактори ризика
Тачан узрок лимфома није до краја познат, а чешће се јавља код особа са ослабљеним имунитетом, пацијената са вирусним болестима, старијих мушкараца итд.
Фактори ризика за Хоџкинов лимфом укључују инфекцију Епштајн-Баровим вирусом и историју болести у породици. Фактори ризика за уобичајене типове нехоџкинових лимфома укључују аутоимуне болести, ХИВ/АИДС, инфекцију људским Т-лимфотропним вирусом, имуносупресивне лекове и неке пестициде. Конзумирање велике количине црвеног меса и пушења дувана такође могу да повећају ризик.

## Дијагноза
Постављање дијагнозе се врши на основу биопсије, а лечење најчешће подразумева комбинацију имунотерапије и хемотерапије.
Лимфом се дефинитивно дијагностикује биопсијом лимфних чворова, што значи делимично или потпуно уклањање лимфног чвора који се испитује под микроскопом. Ово испитивање открива хистопатолошке карактеристике које могу указати на лимфом.
Ако су присутни увећани лимфни чворови, дијагноза се обично врши биопсијом лимфних чворова. Испитивање крви, урина и коштане сржи такође може бити корисно у дијагнози. Тада се може извршити медицинско снимање како би се утврдило да ли се и где рак проширио. Лимфом се најчешће шири на плућа, јетру и мозак.

### Стадијум болести
Након дијагнозе и пре лечења, рак се стадира. Ово се односи на утврђивање да ли се рак проширио, и ако јесте, да ли локално или на удаљене локације. Стадијум се пријављује као степен између I (ограничен) и IV (проширен). Стадијум лимфома помаже у предвиђању прогнозе пацијента и користи се за помоћ у избору одговарајуће терапије.
Ен Арбор систем стадирања се рутински користи за стадирање и ХЛ и НХЛ. У овом систему стадирања, стадијум I представља локализовану болест садржану у групи лимфних чворова, II представља присуство лимфома у две или више група лимфних чворова, III представља ширење лимфома на групе лимфних чворова на обе стране дијафрагме, а IV указује на ширење на ткиво ван лимфатског система.

## Лечење
Лечење може обухватати једно или више од следећег: хемотерапија, зрачна терапија, протонска терапија, циљана терапија и хируршка интервенција. Код неких нехоџкинових лимфома, повећана количина протеина коју производе ћелије лимфома узрокује да крв постане толико густа да се врши плазмафереза за уклањање протеина. Обазриво чекање може бити прикладно за одређене тупове.
Прогнозе и лечења се разликују за ХЛ и између свих различитих облика НХЛ, а такође зависе и од степена тумора, што се односи на то колико брзо се рак размножава. Парадоксално, високостепени лимфоми се лакше лече и имају боље прогнозе.

### Лимфоми ниског степена
Многи лимфоми ниског степена остају индолентни (расту споро или уопште не расту) многе године - понекад, за остатак живота особе. Код индолентног лимфома, као што је фоликуларни лимфом, пажљиво чекање је често почетни ток деловања, јер је праћење мање ризично и мање штетно од раног лечења.

### Лимфоми високог степена
Лечење неких других, агресивнијих облика лимфома може резултовати излечењем у већини случајева, али је прогноза за људе са лошим одговором на терапију гора. Лечење за ове типове лимфома обично се састоји од агресивне хемотерапије, укључујући CHOP или R-CHOP режим.

### Хоџкинов лимфом
Хоџкинов лимфом се обично лечи само радиотерапијом, све док је локализован. Напредна Хоџкинова болест захтева системску хемотерапију, понекад у комбинацији са радиотерапијом. Хемотерапија која се користи укључује ABVD режим, који се обично користи у Сједињеним Државама.

### Палијативна нега
Палијативна нега, специјализована медицинска нега усмерена на симптоме, бол и стрес озбиљне болести, препоручена је од стране више националних водича за лечење рака као пратња куративним лечењима за људе са лимфомом.

## Прогноза
| Петогодишње релативно преживљавање по фазама у дијагнози |                                        |                        |
| Фаза у дијагнози                                         | Петогодишње релативно преживљавање (%) | Проценат случајева (%) |
| Локализовано (ограничено на примарну локацију)           | 82,3                                   | 26                     |
| Регионално (проширено на регионалне лимфне чворове)      | 78,3                                   | 19                     |
| Далеко (рак је метастазирао)                             | 62,7                                   | 47                     |
| Непознато (нерасподељено и ступњеве)                     | 68,6                                   | 8                      |

Исход зависи од подтипа, од којих су неки излечиви и третмана који већином продужава преживљавање. Петогодишња стопа преживљавања у Сједињеним Државама за све подтипове Хоџкиновог лимфома износи 85%, док је стопа нехоџкинових лимфома 69%.

## Епидемиологија
Лимфом је најчешћи облик хематолошког малигнитета, или "рака крви", у развијеном свету. Заједно узети, лимфоми представљају 5,3% свих карцинома у Сједињеним Државама и 55,6% свих карцинома крви.
Широм света, лимфоми су се развили код 566.000 људи у 2012. години и проузроковали 305.000 смртних случајева. Они чине 3-4% свих карцинома, што их чини као групу седмим најчешћим обликом. Код деце су трећи најчешћи канцер. Чешће се јављају у развијеном свету него у свету у развоју.
Према америчким Националним институтима за здравље, лимфоми чине око 5%, а Хоџкинов лимфом посебно чини мање од 1% свих случајева рака у Сједињеним Државама.
Пошто је цео лимфатски систем део имунског система тела, људи са ослабљеним имунским системом, као што су они са ХИВ инфекцијом или од одређених лекова или медикамената, такође имају већи број случајева лимфома.

## Историја
Томас Хоџкин је објавио први опис лимфома 1832. године, конкретно облика названог по њему. Од тада је описано много других облика лимфома.
Термин "лимфом" потиче од латинског lympha ("вода") и од грчког -oma ("болесни раст, тумор").

## Истраживања
Два типа истраживања лимфома су клиничка или транслациона истраживања и основна истраживања. Клиничка/транслациона истраживања се фокусирају на проучавање болести на дефинисан и генерално непосредно применљив начин, као што је тестирање новог лека на људима. Основна научна истраживања проучавају процес болести на даљину, као што је виђење да ли сумњиви канцероген може довести до тога да здраве ћелије постану ћелије лимфома у лабораторији.

## Остале животиње
Лимфом се јавља и код других животиња, посебно код паса и мачака, где представља један од најчешћих типова рака.